# Un, deux, trois, soleil
Un, deux, trois, soleil es una película dramática de 1993 dirigida por Bertrand Blier. El título del film corresponde al juego infantil francés llamado "Statues".

## Argumento
La película sigue la vida de una joven en una zona pobre de Marsella. Tiene que lidiar con muchas cosas, incluido un padre borracho y camarillas acosadoras. Muchas veces alucina los fantasmas de amigos muertos.

## Reparto
- Anouk Grinberg como Victorine
- Myriam Boyer como Daniela Laspada (the mother)
- Olivier Martinez como Petit Paul
- Jean-Michel Noirey como Maurice Le Garrec
- Denise Chalem como profesora
- Jean-Pierre Marielle como hombre solitario
- Éva Darlan como Jeanine
- Claude Brasseur como hombre malvado
- Irène Tassembedo como Gladys Boigny
- Patrick Bouchitey como Marcel
- Marcello Mastroianni como Constantin Laspada
- Charles Schneider como Sargento Boigny